# Xã Upper Uwchlan, Quận Chester, Pennsylvania
Xã Upper Uwchlan (tiếng Anh: Upper Uwchlan Township) là một xã thuộc quận Chester, tiểu bang Pennsylvania, Hoa Kỳ. Năm 2010, dân số của xã này là 11.227 người.